# 贫齿鳄属
貧齒鱷（學名：Edentosuchus）是種已滅絕鱷類，屬於鱷形超目的原鱷亞目，化石發現於中國新疆準噶爾盆地的吐谷魯群，年代屬於白堊紀早期。目前已經發現兩個部分顱骨，以及數節頸椎；除此之外，一個呈天然狀態的顱後骨骼，也可能屬於貧齒鱷。
貧齒鱷是在1973年由中國古生物學家楊鍾健所命名，模式種是天山貧齒鱷（E. tienshanensis）。楊鐘健當年所發現的正模標本（編號IVPP-V-3236）是一個部分顱骨，與數節相連的頸椎。在2000年，洛杉磯郡立自然歷史博物館與中國地質博物館組成的挖掘團隊發現了第二個部分顱骨。楊鐘健當時將貧齒鱷歸類於原鱷亞目的貧齒鱷科（Edentosuchidae）。在2004年，迪亞戈·玻爾（Diego Pol）等科學家根據新發現的第二個顱骨，將貧齒鱷歸類於原鱷亞目的原鱷科。
貧齒鱷是種異齒型動物。貧齒鱷的前上頜骨牙齒呈圓椎狀。上頜骨的前兩顆牙齒有三個齒尖；接下來兩顆具有更多的小型齒尖；而其餘的上頜骨牙齒體積較大、呈球根狀、有小型齒尖。貧齒鱷的下頜每邊有九顆牙齒，第二顆牙齒相當長。貧齒鱷的顱骨只有數公分長，口鼻部短、顱骨的後段寬。
貧齒鱷生存於炎熱、潮濕的氾濫平原環境，該地當年為季節性氣候。當地還發現數種烏龜、準噶爾翼龍科、獸腳類、蜥腳類、劍龍類、鸚鵡嘴龍科、鳥腳類恐龍的化石。